# Antonio Colinas
Antonio Colinas (La Bañeza, Lleó, 30 de gener de 1946 -) és un poeta espanyol que pertany al grup dels novísimos, però, dintre d'aquest, es distingeix per seguir, pràcticament des del principi, un camí personal, marcat pel seu propi instint literari; a causa de la qual cosa, de seguida se singularitza la seva veu: enfront dels excessos avantguardistes del grup, arriba a un rar equilibri clàssic, nascut d'una capacitat poc comuna per a assumir diferents tradicions poètiques, literàries, filosòfiques i espirituals, fer-les pròpies i donar-los un alè enterament personal.

## Biografia
Un altre tret que singularitza la seva aventura poètica i literària és la conjunció que sempre es dona en la seva obra entre literatura i vida, així com entre l'experiència vital i la cultural. Ens trobem davant una escriptura que neix de la vida, a la qual il·lumina, dona un impuls transcendent i impregna de contínues ressonàncies simbòliques i metafísiques.
El signe de l'equilibri marca també la seva obra. Equilibri que no és sinó harmonització de principis antagònics, harmonia dialèctica. Equilibri entre l'emoció i la meditació; entre l'estètica (un estil sempre musical i clar, tendent a la esencialització de la paraula) i l'ètica (aquest posar el dit en la nafra dels desastres de la història, dels abusos d'un racionalisme estret, de la destrucció de la naturalesa, i en aquest sentit, podem observar com el component moral està cada vegada més present en tota la seva obra); entre la Meseta (el territori primordial de l'escriptor) i el Mediterrani (Itàlia, el món de la seva experiència cultural, així com Eivissa, on van transcórrer vint anys de la seva vida); entre el clàssic (la seva assumpció de poetes com fray Luis de León o san Juan de la Cruz) i el romàntic (la seva assimilació de Giacomo Leopardi o dels romàntics alemanys Hölderlin i Novalis); entre el sagrat i el profà; entre la tradició i l'avantguarda..., per no citar sinó algunes de les claus per a entendre la seva escriptura.
Però Antonio Colinas no és només poeta. La seva obra abasta diferents gèneres, perquè entén la Literatura com un procés de creació total que expressi el complex món de l'ésser. Per aquest motiu ha sentit la necessitat d'expressar-se a través de gèneres tan distints com l'assaig, la biografia, l'article periodístic, la traducció i la narrativa.
La seva obra ha rebut nombrosos premis i reconeixements, entre els quals cap destacar el Premi de la Crítica de Poesia castellana (1976), el Premi Nacional de Literatura (1982), el Premi de les Lletres de Castella i Lleó (1999) o, a Itàlia, el mateix any, el Premi Internacional Carlo Betocchi, concedit a la seva tasca com a traductor i estudiós de la cultura italiana. Alhora, el 1999 va rebre la Creu de Sant Jordi per la seva contribució a la traducció d'autors catalans al castellà.
En el 2005 va rebre el Premi Nacional de Traducció, concedit pel ministeri d'Afers exteriors d'Itàlia, per la seva traducció de la Poesia Completa del Premi Nobel Salvatore Quasimodo. L'any 2007 rep la "Alubia de Oro", guardó que reconeix el seu títol de "Personaje Bañezano del Año 2006", a proposta del setmanari de La Bañeza "El Avance Bañezano".

## Obres

### Poesia
- Poemas de la tierra y de la sangre, Lleó, Diputació Provincial, 1969.
- Preludios a una noche total, Madrid, Rialp, col. Adonais, 1969.
- Truenos y flautas en un templo, Sant Sebastiá, C.A.G. de Guipúscoa, 1972.
- Sepulcro en Tarquinia, Lleó, Diputación Provincial, col. Provincia, 1975
- Sepulcro en Tarquinia, Barcelona, Lumen, Col. El Bardo, 1976.
- Astrolabio, Madrid, Visor Libros, 1979.
- En lo oscuro, Rota (Cadis), Cuadernos de Cera, 1971.
- Poesía, 1967-1980, Madrid, Visor Libros, 1982.
- Sepulcro en Tarquinia (poema, amb 6 dibuixos de Montserrat Ramoneda), Barcelona, Galería Amagatotis,1982
- Noche más allá de la noche, Madrid, Visor Libros, 1983.
- Poesía, 1967-1981, Madrid, Visor Libros, 1984.
- La viña salvaje, Córdova, Antorcha de Paja, 1985.
- Diapasón infinito (amb dues litografies, un grau i una serigrafia de Perejaume), Barcelona, Tallers Chardon y Yamamoto, 1986.
- Dieciocho poemas, Eivissa, Caixa Balears, 1987.
- Material de lectura, Mèxic, Universidad Nacional Autónoma de México, 1987.
- Jardín de Orfeo, Madrid, Visor Libros, 1988.
- Libro de las noches abiertas (amb 16 il·lustracions de Mario Arlati), Milà, Peter Pfeiffer,1989.
- Blanco / Negro (amb 5 il·lustracions de Mario Arlati, ed. bilingüe), Milà, Peter Pfeiffer,1990.
- Los silencios de fuego, Barcelona, Tusquets, col. Marginales, 1992.
- La hora interior, Barcelona, Taller Joan Roma, 1992.
- El río de sombra. Poesía 1967-1990, Madrid, Visor Libros, 1994.
- Sepulcro en Tarquinia (poema), amb pròleg de Juan Manuel Rozas, Segovia, Pavesas, 1994.
- Pájaros en el muro / Birds in the wall (bilingüe, amb tres gravats de Barry Flanagan), Barcelona, Taller Joan Roma, 1995.
- Libro de la mansedumbre, Barcelona, Tusquets, col. Nuevos Textos Sagrados, 1997.
- Córdoba adolescente, Córdoba, CajaSur, col. Los Cuadernos de Sandua, 1997.
- El río de sombra. Treinta años de poesía, 1967-1997, Madrid, Visor Libros, 1999.
- Amor que enciende más amor, Barcelona, Plaza y Janés, 1999.
- Sepulcro en Tarquinia (poema), (amb gravats de Ramón Pérez Carrió), Pedreguer (Alicante), col. "Font de La Cometa", 1999.
- Nueve poemas, Salamanca, Celya, col. Aedo de Poesía, 2000.
- Junto al lago, Salamanca, Cuadernos para Lisa, 2001.
- Tiempo y abismo, Barcelona, Tusquets, col. Nuevos Textos Sagrados, 2002.
- La hora interior. Antología poética 1967-2001, Junta de Castilla y León, 2002.
- L'amour, el amor, (amb poemes de Michel Bohbot; il·lustracions d'Irriguible), París, Editions du Labyrinthe, 2002.
- Obscur hautbois de brume (antologia bilingüe de Françoise et alii. Conté complet "Noche más allá de la noche")), Bruxelles, Le Cri, 2003.
- Seis poemas, (comentats per Luis Miguel Alonso), Burgos, Instituto de la Lengua de Castilla y León, 2003.
- Treinta y ocho poemas. Homenatge al gravador Antonio Manso, Madrid, Real Casa de la Moneda, 2003
- El río de sombra. Treinta y cinco años de poesía, 1967-2002, (6ª edición) Madrid, Visor Libros, 2004.
- Noche más allá de la noche, Valladolid, Fundación Jorge Guillén, 2004.
- En Ávila unas pocas palabras, Valladolid, Edicions El Gato Gris, 2004.
- En la luz respirada (edició crítica de "Sepulcro en Tarquinia", "Noche más allá de la noche" i "Libro de la mansedumbre", a cura de José E. Martínez, Madrid, Cátedra, 2004.
- Sepulcro en Tarquinia (edició commemorativa de la primera aparició del llibre –1975-2005- amb un disc compacte amb la veu de l'autor), Visor Libros, Madrid, 2005.
- Sepulcro en Tarquinia (poema; cal·ligrafiat i il·luminat per Javier Alcaíns), (en preparació)

### Narrativa
- Un año en el sur (Para una educación estética), Madrid, Trieste, 1985 (2ª ed., Barcelona, Seix Barral, 1990).
- Larga carta a Francesca, Barcelona, Seix Barral, 1986 (2ª ed., 1989).
- Días en Petavonium, Barcelona, Tusquets Editores, 1994.
- El crujido de la luz, Lleó, Edilesa, 1999.
- Huellas, Valladolid, Castilla Ediciones, 2003.

### Assaig i altres gèneres
- Leopardi (Estudi i antologia poètica bilingüe), Gijón, Júcar, col. "Los poetas", 1974 (2ª ed., 1985).
- Viaje a los monasterios de España, Barcelona, Planeta, col "Biblioteca Cultural RTV", 1976 (nueva edición ampliada, León, Edilesa, 2003).
- Vicente Aleixandre y su obra, Barcelona, Dopesa, 1977 (2ª ed., Barcelona, Barcanova, 1982).
- Orillas del Órbigo, Lleó, Ediciones del Teleno, col. "Biblioteca Popular Leonesa", 1980. (2ª ed., León, Diputación Provincial, col. "Breviarios de la Calle del Pez").
- La llamada de los árboles (amb 30 il·lustracions), Barcelona, Elfos, col. "Miniaturas selectas", 1988.
- La crida dels arbres(trad. De M. Villangómez), Barcelona, Elfos, 1988.
- Hacia el infinito naufragio (Una biografia de Giacomo Leopardi), Barcelona, Tusquets Editores, col. "Andanzas", 1988.
- El sentido primero de la palabra poética, Madrid/México, FCE, 1989.
- Pere Alemany: la música de los signos, Barcelona, Àmbit, 1989.
- Ibiza, La nave de piedra (amb fotografies de Toni Pomar), Barcelona, Lunwerg, 1990.
- Tratado de armonía, Barcelona, Tusquets Editores, col. "Marginales", 1991 (2ª ed., 1992).
- Mitología clásica (amb graus dels segles xviii i xix), Madrid, Álbum / Jesús Tablate editor, 1994.
- Rafael Alberti en Ibiza. Seis semanas del verano de 1936, Barcelona, Tusquets Editores, col. "Andanzas", 1995.
- Escritores y pintores de Ibiza, Eivissa, Consell Insular, 1995.
- El Grand Tour (amb gravats dels segles xviii i xix), Madrid, Álbum / Jesús Tablate editor, 1995.
- Sobre la Vida Nueva, Oviedo, Nobel, 1996.
- El jardín y sus símbolos, Antonio Colinas i Joaquín Lledó (amb gravats del segle xix a cura de Jesús Tablate Miquis), Madrid, Álbum Letras Artes, 1997 (de A. C., "Preliminar" y "El jardín y sus símbolos", pp. 4–29).
- Nuevo tratado de armonía, Barcelona, Tusquets Editores, col. "Marginales", 1999.
- Ibiza y Formentera: dos símbolos, Palma, Turismo Balear, 1999.
- Ibiza, Segovia, Artec Impresiones, 2000 (pròleg de Concha García Campoy).
- Contrarios contra contrarios (El sentido de la llama sanjuanista, León, La Biblioteca I.E.S. Lancia, col. Cuadernos del Noroeste, 2000 (inclòs a Del pensamiento inspirado II, pp. 138–148)
- Los símbolos originarios del escritor, Astorga, Centro de Estudios Astorganos, 2001 (inclòs a Del pensamiento inspirado II, pp. 31–46).
- Del pensamiento inspirado, vol. I, Junta de Castilla y León, 2001.
- Del pensamiento inspirado, vol.II, Junta de Castilla y León, 2001.
- Poética y poesía, (con grabación en CD), Madrid, Fundación Juan March, 2004.
- Los días en la isla, Madrid, Huerga&Fierro, 2004.
- La simiente enterrada. Un viaje a China, Madrid, Ediciones Siruela, 2005.

### Traduccions
- COLLODI, Carlo, Pinocho, Barcelona, Bruguera, 1986; nueva edición : Las aventuras de Pinocho (il·lustracions d'Atilio Mussino), Barcelona, Edhasa, 2000.
- GIMFERRER, Pere, El vendaval (ed. bilingüe, trad. d'A. Colinas et alii), Barcelona, Ediciones 62, 1989.
- LAMPEDUSA, Giuseppe Tomasi di, Stendhal, Madrid, Trieste, 1989; (2ª ed., Barcelona, Península, 1996).
- LEOPARDI, Giacomo, Leopardi, (Estudio y antología poética bilingüe), Gijón, Júcar, col. "Los poetas", 1974 (2ª ed., 1985).
- LEOPARDI, Giacomo, Poesía y prosa. Diario del Primer Amor. Canti (bilingüe). Diálogos. Madrid, Alfaguara, col. "Clásicos Alfaguara", 1979.
- LEOPARDI, Giacomo, Obras, Barcelona, Círculo de Lectores, 1997.
- LEOPARDI.Giacomo. Cantos. Pensamientos. Barcelona, Círculo de Lectores/Galaxia Gutemberg, Barcelona (en preparación).
- LEVI, Carlo, Cristo se paró en Éboli, Madrid, Alfaguara, 1980; 2ª ed., Barcelona, Plaza & Janés, 1982.
- MARI, Antoni, El preludio, Barcelona, Llibres del Mal, 1986.
- PARCERISAS, Francesc, Poetas catalanes de hoy, Barcelona, Plaza & Janés, 1986.
- PASOLINI, Pier Paolo, Las cenizas de Gramsci, Madrid, Alberto Corazón, 1975; reedición: Madrid, Visor, 1985.
- QUASIMODO, Salvatore, Poesía, Granada, La Veleta, 1991.
- QUASIMODO, Salvatore, Poesía Completa, Ourense, Ediciones Linteo, 2004.
- ROCA Pineda, Antoni, Somni en groc (ed. bilingüe), Ibiza, Galería Karl Van der Voort, 1994.
- SALGARI, Emilio, Los tigres de Mompracem, Madrid, Alianza Editorial, 1981.
- SALGARI, Emilio, La montaña de luz, Madrid, Alianza Editorial, 1982.
- SALGARI, Emilio, El corsario negro, Madrid, Alianza Editorial, 1983.
- SANGUINETI, Edoardo, Wirwaarr, Madrid, Alberto Corazón, 1975; reediciones: Madrid, Visor, 1985; Madrid, Visor, 2000.
- TÀPIES BARBA, Antoni, Materia dels astres (bilingüe), Barcelona, Ediciones 62, 1992.
- VILLANGÓMEZ LLOBET, Mariano, Caminos y días, Madrid, Visor, 1990.
- VILLANGÓMEZ LLOBET, Mariano y otros, Menorca. Naturaleza viva, Menorca, UNESCO / Consell Insular de Menorca, 1995.
- VILLANGÓMEZ LLOBET, Mariano, Un vuelo de pájaros/Un vol d'ocells, Madrid, Calambur, 2004.
- VV. AA., Poetas italianos contemporáneos (ed. bilingüe), Madrid, Editora Nacional, 1978.
- VV. AA., Antología esencial de la poesía italiana, Madrid, Austral, 1999.
- WILKOCK, Rodolfo, El estereoscopio de los solitarios, Barcelona, Seix Barral, 1984.

### Antologies d'altres poetes
- JUAN RAMÓN JIMÉNEZ, Antología Poética, Madrid, Alianza editorial, 2002 (selecció i estudi previ d'A. Colinas).
- RAFAEL ALBERTI, Los bosques que regresan. Antología poética (1924-1988), Barcelona, Círculo de Lectores/Galaxia Gutemberg, 2002 (selecció i estudi previ d'A. Colinas)